# Destroyer
Pour les articles homonymes, voir Destroyer (homonymie).

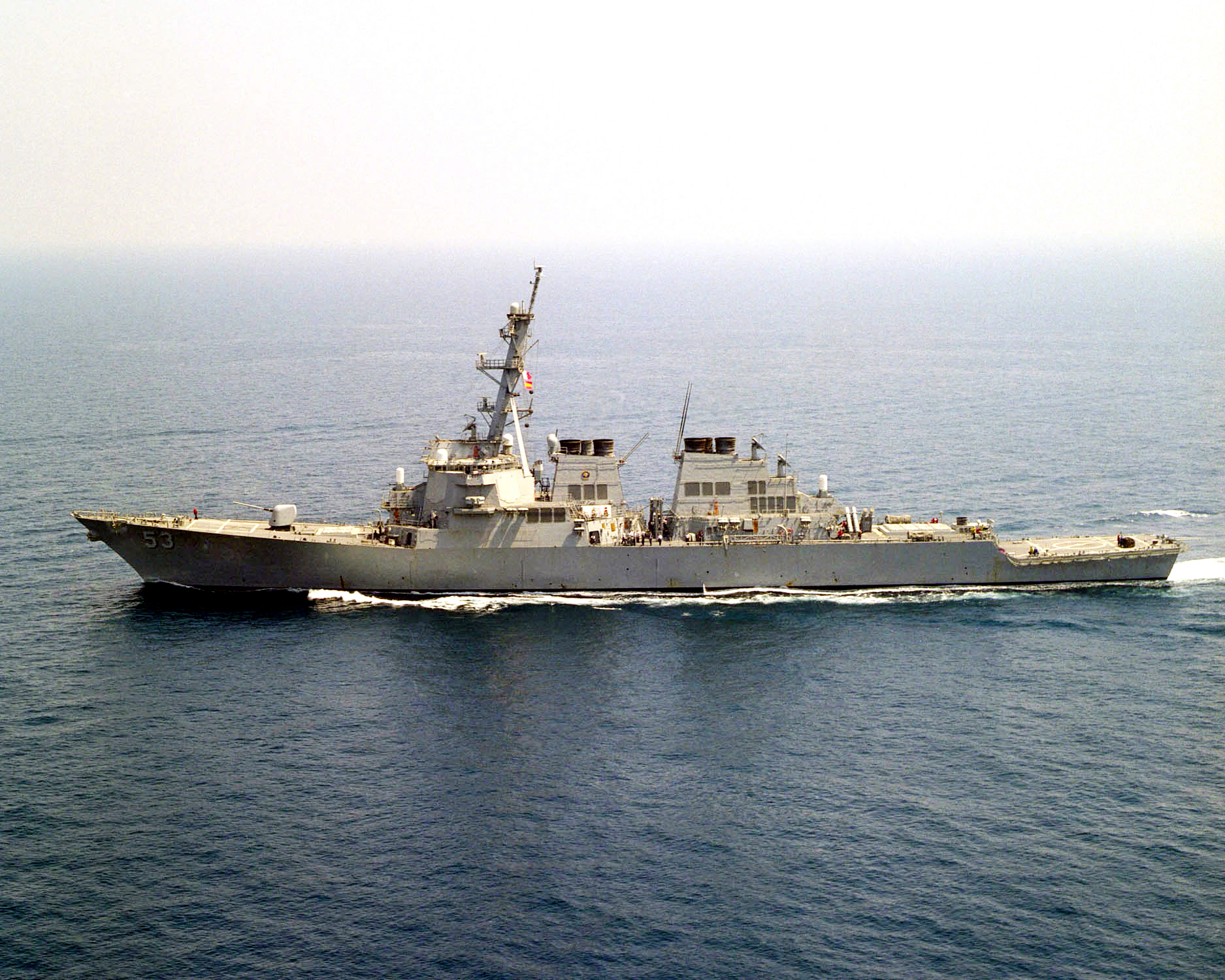
Vue du USS John Paul Jones (DDG 53) de la classe Arleigh Burke de l'US Navy (Flight I)

Un destroyer (pour la France, jusqu'en 1951, le contre-torpilleur) est un navire de guerre capable de défendre un groupe de bâtiments (militaire ou marchand) contre toute menace, comme d'attaquer un groupe de navires moyennement défendus. Il possède des moyens de lutte antiaérienne, anti-sous-marine et anti-surface. À l'origine, il s'agit d'un bâtiment rapide destiné à détruire les torpilleurs ennemis ; par la suite, il a lui-même acquis des capacités de torpillage, puis de lutte anti-sous-marine, de lancement de missiles et d'embarquement d'hélicoptères.

## Histoire

### Origine

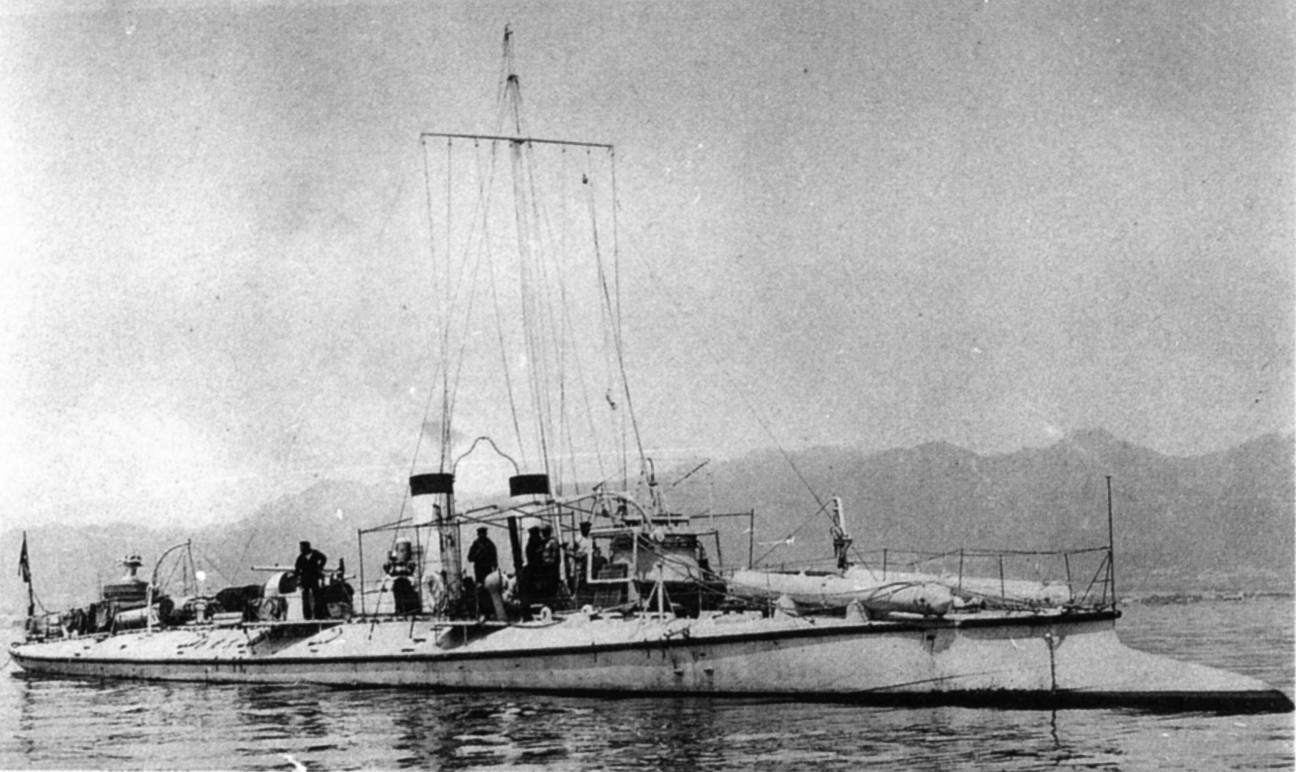
Torpilleur japonais Kotaka, 1887.

Le destroyer apparaît au Royaume-Uni, peu de temps après la guerre civile chilienne de 1891 et la guerre sino-japonaise (1894-1895), deux conflits où les petits torpilleurs ont fait preuve de leur efficacité.
Petits bâtiments extrêmement rapides pour l'époque, les torpilleurs arrivent, grâce à leur petite taille, à s'approcher à la distance nécessaire au lancement de leurs torpilles contre les cuirassés, beaucoup plus lents. Ils peuvent donc causer des dégâts considérables, pour un coût de possession dérisoire, même s'ils sont détruits. Ils sont particulièrement dangereux quand ils sont employés de façon combinée avec des cuirassés amis, les navires ennemis ayant le choix soit de s'en protéger, soit de combattre les cuirassés ennemis. Vu le prix de ces « poussières navales », l'assaillant a alors, quoi qu'il arrive, acquis un avantage certain.

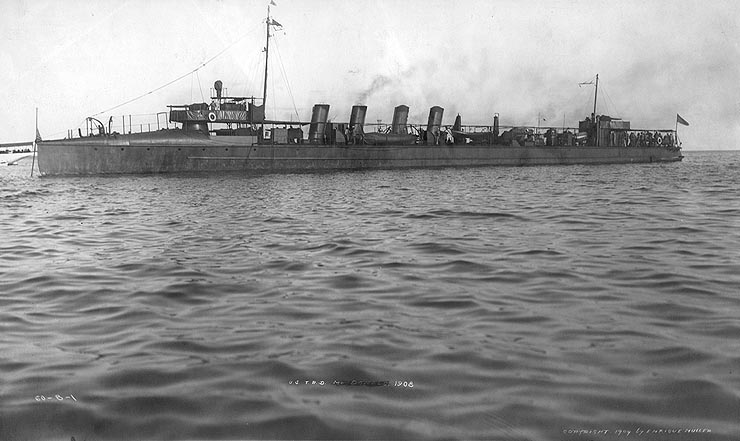
Destroyer américain USS MacDonough de classe Lawrence entré en service en 1903.

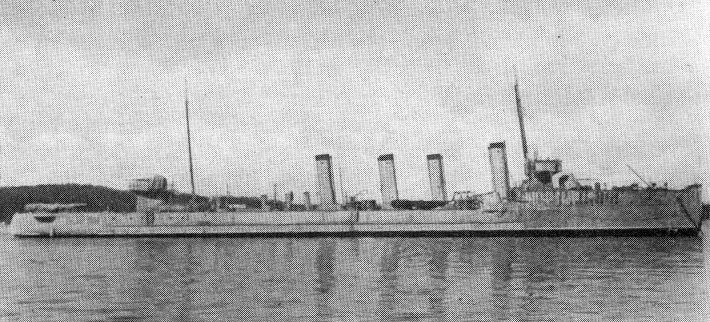
Destroyer norvégien HNoMS Draug en 1908.

Le besoin d'un navire spécialement étudié pour les couler, en faisant écran devant les grosses unités, se fait sentir ; ainsi naît le torpedo boat catcher (littéralement « attrapeur de torpilleurs ») puis torpedo boat destroyer (« destructeur de torpilleurs »), bientôt abrégé en « destroyer » et qui prend le nom dans la marine française ou italienne de « contre-torpilleur ». Le principe est de construire des navires plus rapides que les torpilleurs, mais armés de canons à grande cadence de tir et non plus exclusivement de torpilles. En opérant devant la flotte de ligne, ils empêchent les torpilleurs d'atteindre une position de lancement de leurs torpilles sur les gros bâtiments. Cependant, le concept évolue très rapidement, car ces nouveaux petits navires risquent eux aussi de se retrouver confrontés aux cuirassés adverses et il est donc décidé de les armer eux aussi de torpilles. Par ailleurs, le destroyer doit pouvoir opérer avec la flotte et donc être capable de la suivre, contrairement au torpilleur qui agit près de ses bases. Finalement, le destroyer devient un bâtiment bien plus important que celui qu'il doit combattre.
La première réussite du concept a lieu au Royaume-Uni, avec le lancement des deux navires de la classe Havock en 1893. Le destroyer finit, du fait de ses torpilles embarquées, par reprendre les missions des navires qu'il est chargé de détruire, c'est-à-dire l'attaque rapide avec des torpilles. Un premier exemple en est donné par les Japonais à Port-Arthur dès 1904. Le torpilleur finit par désigner dans la marine française un petit destroyer à court rayon d'action, le rôle du pur torpilleur, l'attaque à proximité des côtes, étant assurée par les vedettes lance-torpille et autres « motor-boats ».
Pendant l'entre-deux-guerres, la marine nationale française construit trente-deux contre-torpilleurs caractérisés par leur vitesse élevée et leur tonnage importants. Le plus rapide, Le Terrible, file 45,03 nœuds à ses essais à la mer en 1935 pour un déplacement « Washington » de 2 569 tonnes, ce qui reste longtemps le record mondial de vitesse sur mer.
Les plus lourds et les plus puissants, le Volta et le Mogador, en 1938, atteignent à pleine charge un déplacement de 4 015 tonnes. Ce tonnage n'a jamais été atteint à cette époque pour un navire de ce type dans aucune autre marine au monde. À ses essais à feux poussés, le Mogador atteint 43,45 nœuds, développant 118 320 ch, ce qui constitue un record de puissance sur deux lignes d'arbre porte-hélice,  à un déplacement « Washington » de 3 015 tonnes.

### Évolution

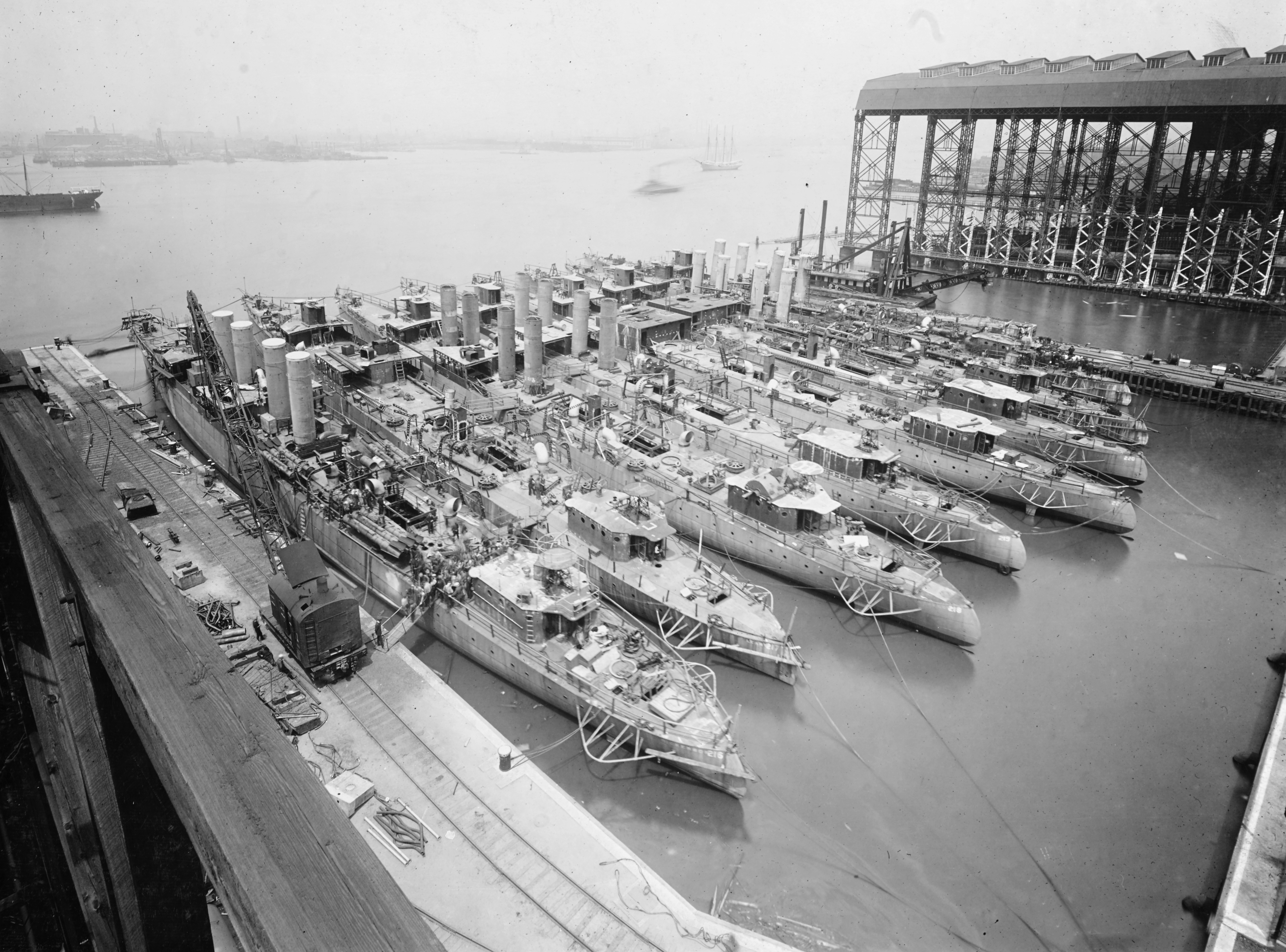
Chantier naval New York Shipbuilding Corporation, à Camden (New Jersey), en 1919.

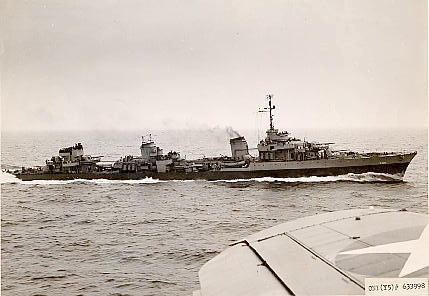
Le Fantasque en 1944 après sa modernisation aux États-Unis. Il appartient à la classe de bâtiments de combat de plus de 2500 tonnes la plus rapide du monde jusqu'à la mise en service des Littoral combat ship dans les années 2010.

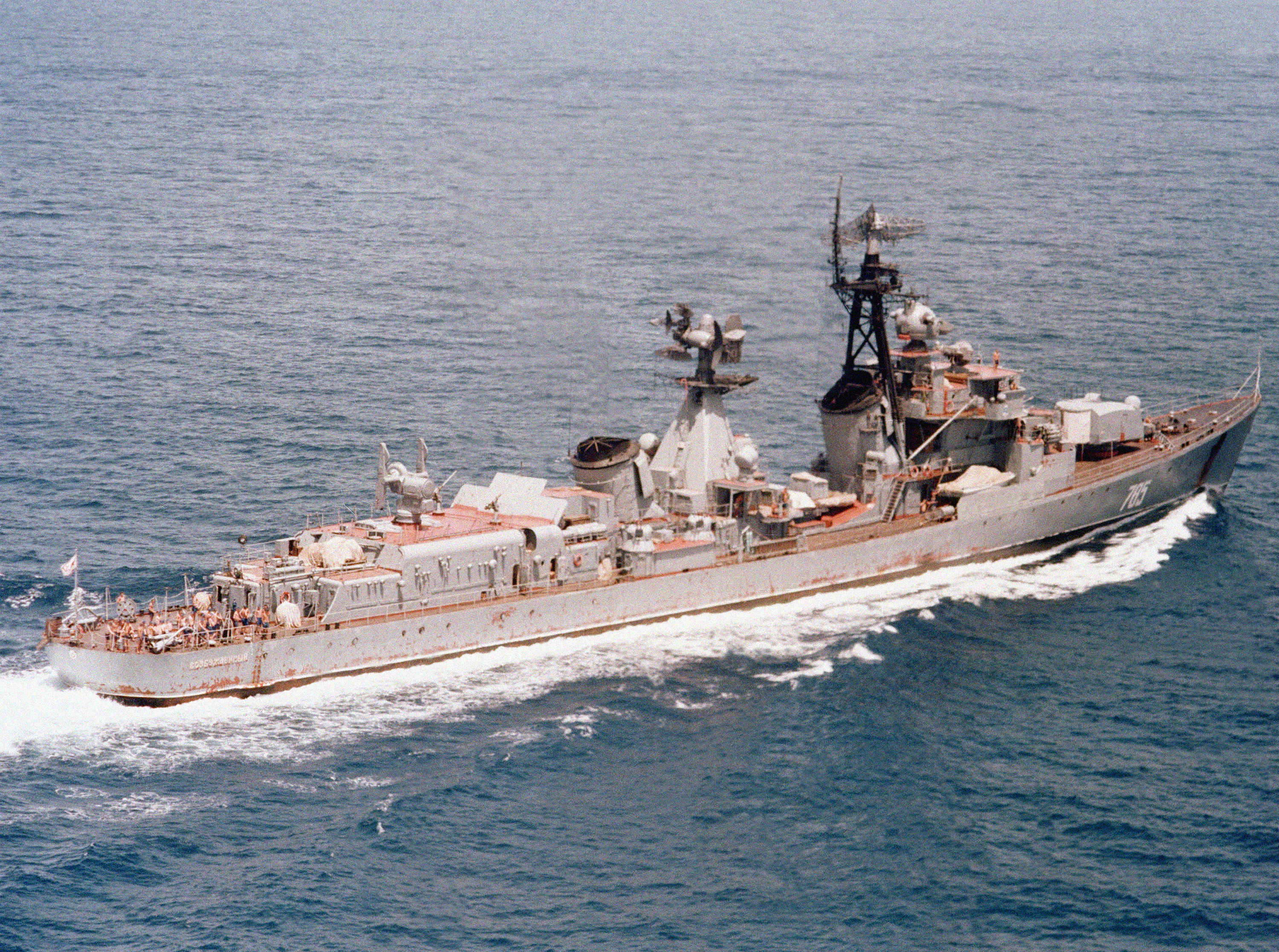
Destroyer Vozbuzhdenyy de la marine soviétique en 1981.

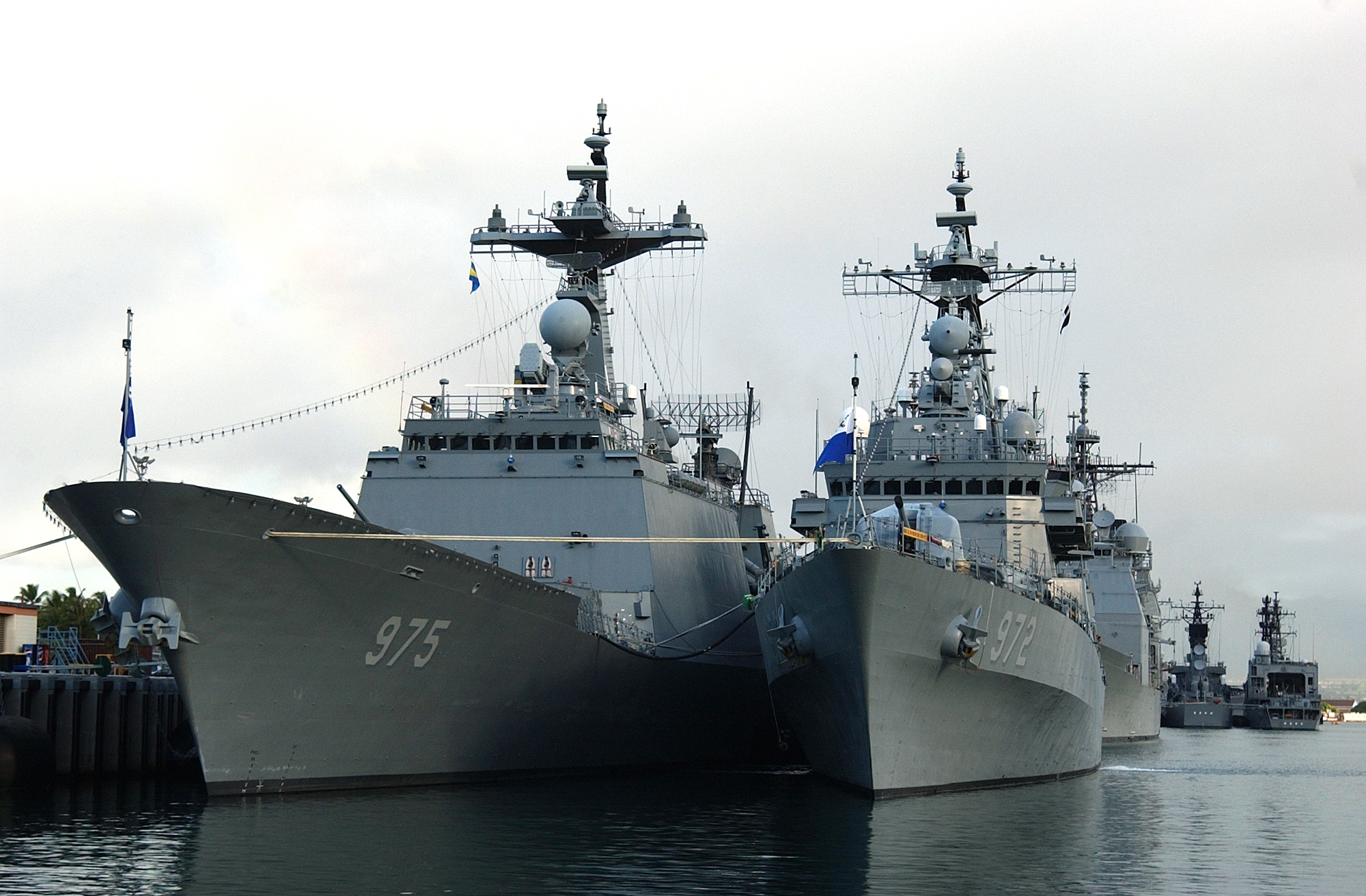
Destroyers sud-coréens Yi (DDG 975) et Euljimundok (DDG 972) en 2004.

Pendant la Première Guerre mondiale, la généralisation du danger des sous-marins amène les destroyers à assurer une autre mission : la protection des grosses unités contre ces nouveaux ennemis au sein des escadres. Les convois, eux, lorsqu'ils commencent à s'organiser, font plus appel à des escorteurs anti-sous-marins spécialisés, les avisos puis, bientôt, au début de la Seconde Guerre mondiale, les corvettes et frégates qui, du fait des navires qu'ils sont censés protéger, sont bien moins rapides que les destroyers ou les contre-torpilleurs, mais beaucoup plus endurants à la mer et avec un meilleur rayon d'action du fait des distances à parcourir.
L'armement et les tactiques des destroyers doivent évoluer pour cette mission et ainsi apparaissent les grenades sous-marines qui finissent par être lancées par mortier, l'asdic puis le sonar pour détecter les sous-marins. En revanche, les destroyers, grâce à leur grande vitesse, sont souvent capables d'éperonner les sous-marins avant qu'ils puissent plonger profondément. Grâce à leur vitesse élevée, ils peuvent effectuer des raids à proximité de côtes hostiles et désorganiser les convois ennemis. Les capacités offensives des destroyers contre les cibles de surface en souffrent : parfois des canons et tubes lance-torpilles sont démontés pour laisser la place à l'équipement anti sous-marin, mais plus généralement, on assiste à une inflation du déplacement pour pouvoir remplir efficacement toutes les missions et à l'apparition de destroyers spécialisés dans la protection, les « destroyers d'escorte », qui sont au départ réalisés par l'évolution de bâtiments anciens. C'est encore plus vrai lorsque la Seconde Guerre mondiale rajoute à la menace sous-marine le danger aérien. Les destroyers doivent alors embarquer de nouvelles armes pour combattre celui-ci. On installe donc de l'artillerie anti-aérienne en abondance, puis des radars de navigation, de veille aérienne et de conduite d'artillerie, et enfin, des missiles surface-air. Bientôt, l'augmentation de taille n'est plus possible et on commence à spécialiser les navires pour certains rôles. La mission offensive connaît une éclipse après guerre du fait de l'efficacité déclinante des canons et des torpilles dans le combat moderne. Il n'a pendant cette période que deux rôles défensifs, contre le sous-marin et contre l'avion. Au cours des années 1970, la possibilité de monter des missiles mer-mer, qui sont devenus moins encombrants et plus fiables, fait réapparaître ce rôle, sous une forme nouvelle.

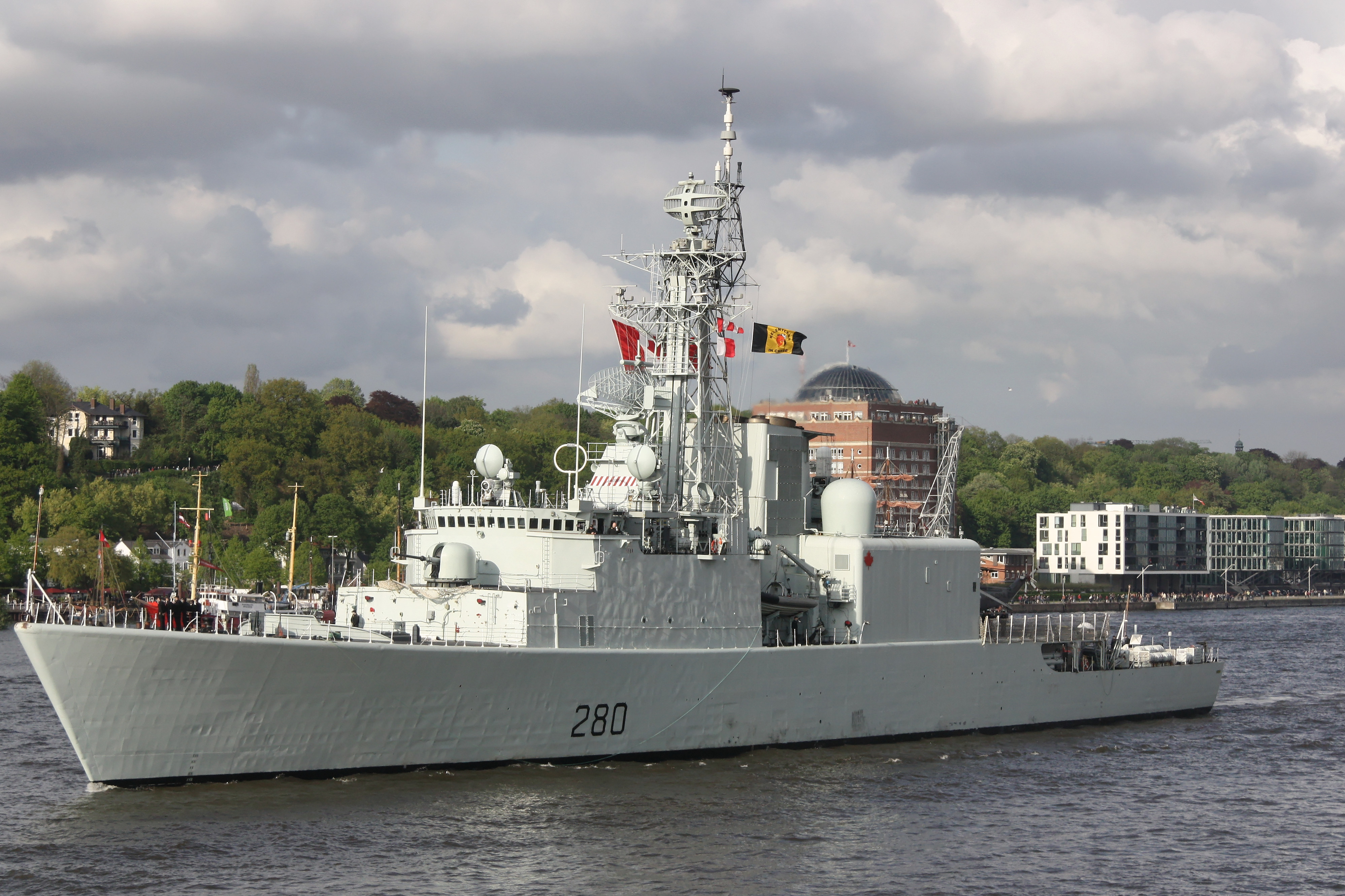
destroyer canadien de classe iroquois en 2013

De nos jours, le nom de destroyer est plus une appellation traditionnelle, qui varie selon les pays, les termes « destroyer », « frégate » et « corvette », sont bien souvent utilisés pour des navires aux caractéristiques très proches. Parfois, leur déplacement permet de les classer comme croiseur léger. La polyvalence est leur maître-mot, car même s'ils sont plus spécialisés dans une mission particulière (lutte antiaérienne, anti-sous-marine ou antisurface), ils ont quand même des capacités dans les autres domaines. Une autre caractéristique a émergé au début des années 1950, et s'est par la suite généralisée, la présence d'hélicoptères embarqués. Ces voilures tournantes peuvent remplir plusieurs missions : lutte anti-sous-marine, guidage de missiles au-delà de l'horizon radar, assaut héliporté, reconnaissance et sauvetage en mer, ce qui participe grandement à l'accroissement des tâches qui peuvent être confiées à ces bateaux, les autorisant à opérer loin de leurs bases de façon isolée.

### En France
Même si l'on peut lire assez souvent dans des revues non spécialisées ou des traductions étrangères : le destroyer français…, la France n'a utilisé la désignation de destroyer qu’à une seule occasion : entre 1943 et 1972, pour les 14 destroyers d'escorte (DE) construits aux États-Unis pendant la Seconde Guerre mondiale et conçus pour la lutte anti sous-marine. Bien qu'officiellement répertoriés « torpilleurs d'escorte » dans les flottes de combat de 1947 puis escorteurs, ces bâtiments ont toujours été nommés destroyers d'escorte ou « D E », jusqu'à la fin de leur carrière.
Les bâtiments à l’origine destinés à combattre les torpilleurs, sont tout simplement appelés « contre-torpilleurs», terme qui apparaît la première fois dans le décret ministériel du 17 mars 1886, qui ordonne la transformation des dix torpilleurs numérotés de 65 à 74, par le montage de quatre canons revolver de 37 mm ; finalement seul le no 68 sera converti. En février 1888, le « bateau canon » Gabriel Charmes, armé à l'origine d'un canon de 138,6 mm, sera aussi transformé en contre-torpilleur et portera le numéro 151. En 1890, ils sont tous reclassés en torpilleurs.
La désignation réapparaît en 1896, lorsque les « aviso-torpilleurs » Cassini, D’Iberville et Casabianca sont reclassés « contre-torpilleurs d’escadre ». Les deux Dunois et Lahire reçoivent eux aussi cette désignation dès leur mise en service. La classe Condor, d'abord classée en croiseur-torpilleur, l'adopte aussi, de même que le croiseur de 3e classe, Milan en 1897.
En 1901, les contre-torpilleurs d’escadre deviennent officiellement des contre-torpilleurs et sont construits : 32 de 300 tonnes, 13 de 450 tonnes et 21 de 800 tonnes. La désignation est de nouveau modifiée en 1914, en « torpilleur d’escadre ».
Le terme de contre-torpilleur réapparaît à l'occasion du programme naval de 1922. Pendant l'entre-deux guerres, la France construira 32 contre-torpilleurs pour sa Marine nationale. D'abord les six de 2 100 tonnes de la classe Jaguar, "les Félins", puis les 18 de 2 400 tonnes, les "Quatre tuyaux", (six classe Guépard, six classe Aigle et six classe Vauquelin), ensuite les six classe Fantasque de 2600 tonnes, surnommés "les lévriers des mers", enfin les deux Classe Mogador de 2800 tonnes. Ces deux unités seulement seront construits sur les six prévus. Quatre des six de la classe Fantasque (Le Fantasque, Le Terrible, Le Malin et Le Triomphant ) qui ont survécu au combat de Dakar (perte de l'Audacieux) et au sabordage de Toulon, (l'Indomptable) seront reclassés croiseurs légers après leur modernisation aux États-Unis en 1943 et 1944. En 1951, ils seront reclassés escorteurs de 1re classe par analogie avec les escorteurs d'escadre T47 alors en construction. Le capitaine de frégate Lemonnier, plus tard amiral et chef d'état-major de la Marine, a écrit dans un article de la Revue maritime sous le titre « Apologie du contre-torpilleur », en 1938 : « […] La marine française se singularisa par le choix caractéristique d'un tonnage de 2 100  à   2 800 tonnes et surtout par sa persévérance dans un programme que personne n'imitait à tel point que pendant dix ans, on a pu se demander si nous ne faisions pas fausse route. Notre marine a pris des risques ; un succès, aujourd'hui incontesté, l'a récompensée. Elle peut revendiquer avec fierté sa création et rappeler que pendant dix ans, on a pu dire avec raison : le contre-torpilleur, produit français… ».

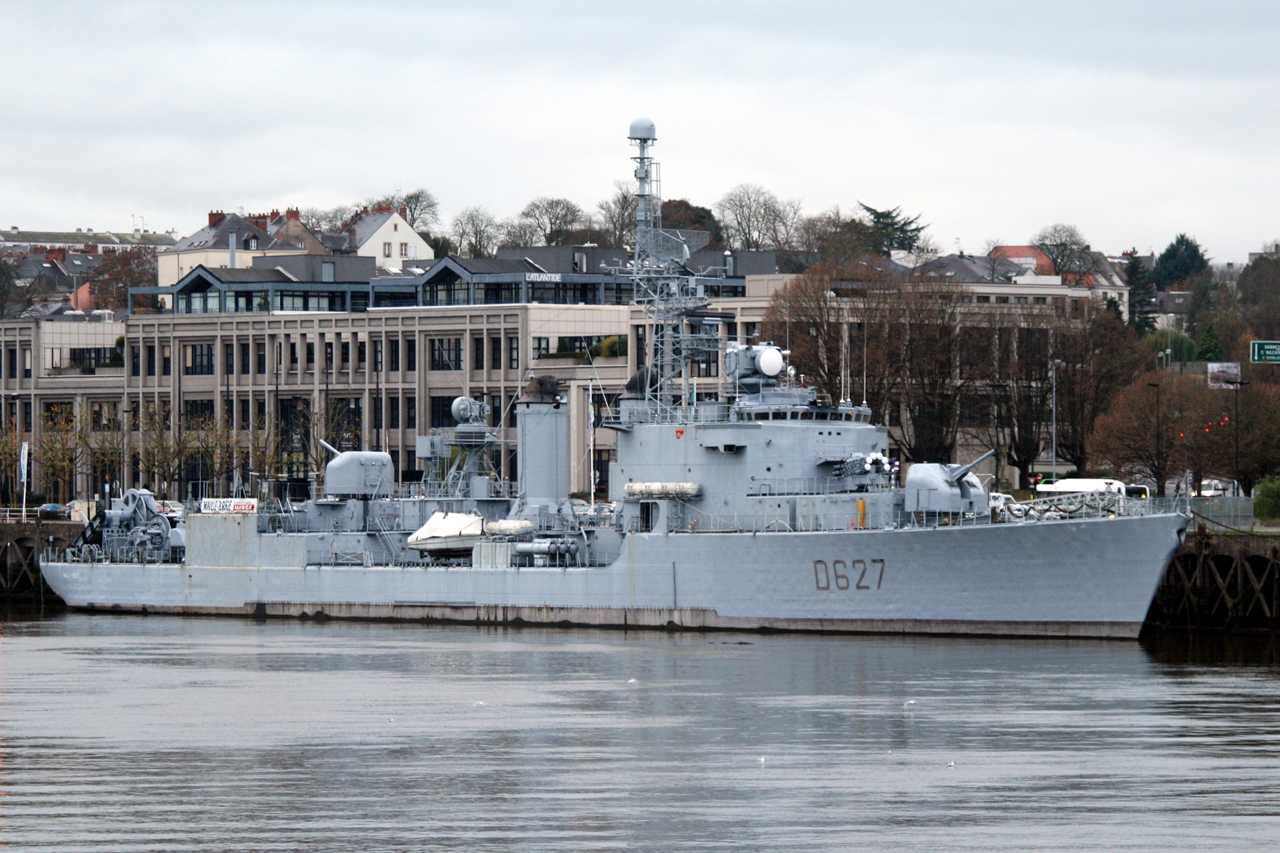
Le Maillé-Brézé, premier musée naval à flot, amarré quai de la Fosse à Nantes.

En 1951, la désignation « contre-torpilleur » cède la place à celle de destroyer-escorteur de 1re classe, puis en 1954 à celle d'« escorteur d'escadre » qui reflète mieux les missions. Elle apparaît avec le lancement des dix-huit escorteurs d'escadre, répartis en douze du type « T 47 », puis cinq « T 53 » et un « T 56 ». Ces bâtiments ont pour mission d'assurer la protection des escadres de bâtiments lourds ou précieux. Au cours de leur carrière, trois seront refondus en trois conducteurs de flottille (CDF), quatre en bâtiments lance missiles (BLM) contre avions équipés de missiles américains Tartar et sept en escorteurs anti-sous-marins (ASM) embarquant un sonar remorqué à immersion variable et des torpilles portées par un missile Malafon.
Pour protéger les convois et la navigation de commerce des sous-marins, la classification d'« escorteur rapide » est instituée. Dix-huit escorteurs rapides seront construits à partir de 1950. Les quatre premiers seront ceux du type « E50 », suivis des onze « E52A » puis des trois « E52B ». Ils seront largement inspirés des destroyers d'escorte (DE) construits pour l'US Navy pendant la Seconde Guerre mondiale. Le Vendéen, qui sera le dernier escorteur rapide en service, sera désarmé en 1981.
Au sein de cette classe d’escorteurs océaniques, les sept premiers E52A seront financés par les États-Unis au titre du Programme d’aide militaire (PAM)
Pour maintenir la souveraineté de la France dans les départements et territoires d'outre-mer, neuf « avisos escorteurs » de la classe Commandant Rivière sont lancés à partir de 1958.
Le terme de frégate réapparaît dans la marine française à partir de 1962, avec le Suffren et Duquesne qui sont d'abord classés frégates lance-engins puis frégates et bâtiments lance-missiles.
En 1965, la désignation de corvette est adoptée pour le lancement de l'Aconit, puis des trois Tourville qui, elles, seront reclassées en frégates, dès leur mise en service. En 1988, l'Aconit et les sept corvettes anti-sous-marin de la classe Georges Leygues étant, elles aussi, reclassées frégates, le terme corvette disparaît alors dans la marine française. En 2020, toutes sont condamnées et remplacées par les FREMM (FREgate Multi-Missions).
L'Aconit est désarmée en 1997, le Duguay-Trouin en 1999, le Suffren en 2001 et le Duquesne en 2007, le Tourville en 2011 et le De Grasse en 2014.
En 1992, le dernier escorteur d'escadre, le Duperré, est désarmé, la désignation disparaît avec lui. En 1996, le dernier aviso escorteur L'Enseigne de vaisseau Henry subit le même sort. De nos jours, seule la désignation de frégate semble s'imposer dans la marine nationale. La désignation d'aviso a déjà disparu puisque les derniers aviso de la classe d'Estienne d'Orves encore en service sont à présent classés patrouilleurs hauturiers.
En 2021, la Marine nationale ne dispose plus de corvette, mais son « épine dorsale » est toujours constituée de frégates : deux frégates de défense aérienne classe Forbin, six frégates type FREMM (FREgates Multi-Missions) Classe Aquitaine, deux frégates type FREMM DA (FREgate Multi-Missions Défense Aérienne), cinq frégates type FLF (frégates légères furtives) Classe La Fayette et six FS ((frégates de surveillance) classe Floréal.
Les frégates sont dorénavant réparties en deux rangs. Celles de premier rang identifiées par la lettre D (« Destroyer » selon la terminologie adoptée en 1950 par certaines marines de l’Europe occidentale) précédant un numéro à trois chiffres et composant leur indicatif visuel, et celles plus petites, de second rang, par la lettre F (« Frigate » selon la même terminologie).
Les listes navales françaises comprennent ou comprendront alors des :
- frégates de premier rang :
  - frégates de défense aérienne (FDA) ou antiaérienne (FAA),
  - frégates anti-sous-marine (FASM) ;
- frégates de second rang :
  - frégates légères furtives (FLF) qui, d'après le livre blanc de la défense 2008, pourraient devenir « de premier rang »,
  - frégates de surveillance (FS),
  - avisos (Type A69, déclassés patrouilleurs hauturiers).

## Formations et tactiques

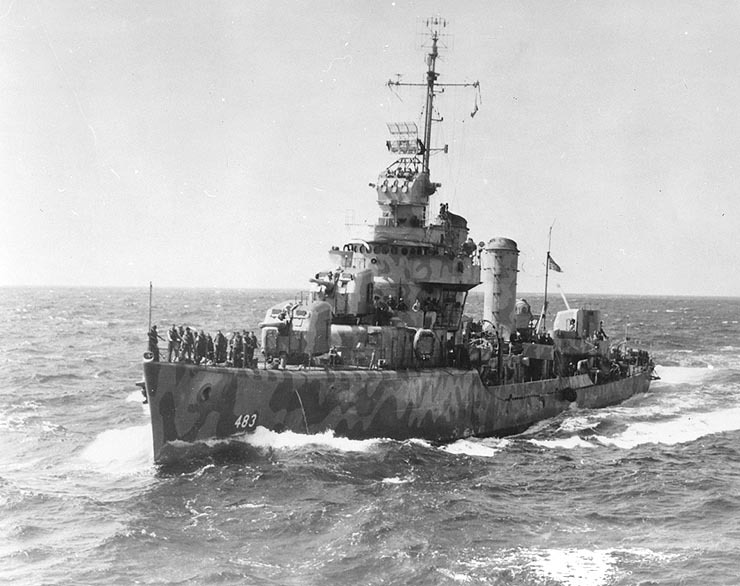
Destroyer américain pendant la Seconde Guerre mondiale

Durant la période où les destroyers remplissaient leur rôle traditionnel d'attaque et de protection dans les actions utilisant la torpille, ils furent employés de façon groupée et coordonnée. La formation de base employant des destroyers à l'époque était la « flottille », la taille de celle-ci variait selon les nations et comprenait en général, de quatre à une dizaine de destroyers. Le bâtiment commandant l'unité était nommé lui « conducteur de flottille », selon les pays ; là encore, c'était soit un croiseur léger, soit un destroyer lui-même, mais souvent de plus grande taille avec des aménagements supplémentaires pour remplir des fonctions de commandement, en embarquant un officier général (amiral) et son état major. La flottille était par ailleurs appuyée par des ravitailleurs qui lui permettaient d'agir loin d'une base terrestre. La petite taille du destroyer, en effet, rendait impossible, tout du moins dans les premiers temps, le rechargement des tubes lance-torpille embarqués, nécessitant l'intervention d'un navire plus lourd équipé de matériel de levage adapté. De plus, ces navires rapides consommaient rapidement leurs réserves de combustible. Des destroyers isolés n'auraient eu qu'une endurance limitée mais, soutenus par des ravitailleurs, ils se retrouvaient en mesure de suivre la flotte partout où elle allait. La seule limite tactique des destroyers devenait alors leur endurance par gros temps auquel ils étaient plus sensibles qu'un navire de grande taille.
L'ensemble de ces tactiques fut perfectionné lors du premier conflit et atteignit son apogée lors du second, en particulier dans la marine impériale japonaise. Lors des combats de nuit, les destroyers étaient parfois employés pour éclairer la flotte ennemie avec leurs projecteurs ou, après l'apparition du radar, dans une nouvelle mission, celle de piquet radar, assurant ainsi une bonne partie de l'éclairage de la force navale.

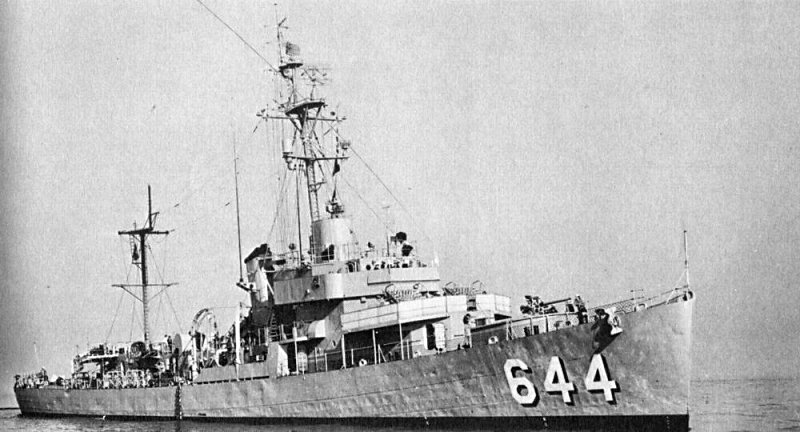
Destroyer américain d'escorte USS Vammen lancé en 1944. 565 ont été achevés entre 1942 et 1946 par les États-Unis.

La lutte contre les sous-marins vit l'émergence de groupes opérationnels, les Task Group et Task Force, constitués de porte-avions d'escorte, ainsi que de sloops, corvettes ou frégates. Dans ces formations, le destroyer servait alors souvent de force d'attaque rapide qui chargeait le sous-marin attaquant le convoi, allant jusqu'à l'éperonner si besoin, l'obligeant à cesser son attaque en tentant de se dérober et en plongeant profondément. La vitesse élevée des destroyers et leur grande manœuvrabilité les mettaient quasiment à l'abri des torpilles des sous-marins, à moins d'être surpris. Quant à leur artillerie, souvent de 127 mm, elle rendait suicidaire pour le sous-marin d'attaquer en surface ce qui était pourtant le moyen de combat le plus efficace à cette époque et aussi le plus économe en torpilles.
Cependant, le destroyer souffrait de plusieurs défauts qui le rendaient dépendant des autres navires composant le groupe :
- il était impossible d'utiliser un sonar et encore moins un hydrophone, lorsque le navire était lancé à près de trente nœuds ;
- son faible rayon d'action à grande vitesse, l'obligeant à se ravitailler auprès de bâtiments ravitailleurs, ne lui permettait pas d'assurer une protection continue autour des navires de commerce ;
- enfin, son prix était prohibitif par rapport à une simple corvette. L'apparition des destroyers d'escorte atténua juste un peu ce défaut.

Il constituait donc un élément important des forces d'escorte, mais dépendant des autres composantes.

## Liste des destroyers par pays
- Canada
  - Classe Iroquois
- Corée du Sud
  - Classe Chungmugong Yi Sun-sin
- États-Unis
  - Classe Clemson
  - Classe Arleigh Burke
- France
  - Classe Aigle
  - Classe Arabe
  - Classe Horizon
  - Classe Aquitaine
- Inde
  - Classe Kolkata
  - Classe Delhi
  - Classe Rajput
- Italie
  - Classe Luigi Durand de la Penne
  - Classe Horizon
- Japon
  - Classe Akizuki
  - Classe Takatsuki
  - Classe Murasame
- Royaume-Uni
  - Classe Almirante Lynch
  - Classe Admiralty M
  - Classe K
  - Type 45
- Russie
  - Classe Udaloy
  - Classe Sovremennyy
- Chine
  - Classe 055